# Hylesia athlia
Hylesia athlia är en fjärilsart som beskrevs av Dyar 1913. Hylesia athlia ingår i släktet Hylesia och familjen påfågelsspinnare. Inga underarter finns listade i Catalogue of Life.